# 10784 Noailles
10784 Noailles è un asteroide della fascia principale del diametro medio di circa 15,79 km. Scoperto nel 1991, presenta un'orbita caratterizzata da un semiasse maggiore pari a 2,6236357 UA e da un'eccentricità di 0,0403437, inclinata di 15,92387° rispetto all'eclittica.